# Nichole Bloom
Nichole Sakura O'Connor, conosciuta professionalmente con gli pseudonimi Nichole Bloom e successivamente Nichole Sakura (Santa Clara, 15 dicembre 1989), è un'attrice e modella statunitense.

## Biografia
Nichole è nata e cresciuta nella San Francisco Bay Area. Sua madre è giapponese e suo padre è statunitense. Amava ricreare personaggi e fare voci divertenti già da piccola. All'età di 14 anni si è trasferita a Los Angeles per dedicarsi alla recitazione e ha frequentato la Santa Susana High School a Simi Valley. Nichole ha continuato a frequentare la USC e si è laureata in anticipo, dopo tre anni, dedicando anche molto del suo tempo libero per audizioni professionali al di fuori della scuola.
Ha iniziato la sua carriera nel 2010 con il ruolo di protagonista nel breve film cortometraggio indipendente Everyday.. L'anno successivo ha recitato in un altro cortometraggio, Carpool, con Morgan Pavey e Andy Dulman. Ha ottenuto un ampio riconoscimento nel 2012 come la ragazza di JB in Project X, che è stato un successo al botteghino, guadagnando 100,9 milioni nel totale delle vendite, con un budget di soli 12 milioni.
Nel 2012 ha recitato nel film indipendente Model Minority con il suo primo ruolo da protagonista. Il film ha vinto alcuni premi al Sacramento Film Festival, al London Independent Film Festival, al Los Angeles Asian Pacific Film Festival e al Las Vegas Film Festival. Nichole ha ottenuto anche un Premio Speciale della Giuria al 28° Los Angeles Asian Pacific Film Festival per la miglior nuova attrice. Ha anche svolto il lavoro di modella per l'American Apparel.
Nel 2014 ha recitato in due episodi di Teen Wolf nel ruolo di Rinko. Dal 2014 al 2016 ha recitato in Shameless nel ruolo di Amanda e dal 2015 al 2021 ha fatto parte del cast principale di Superstore.
Nel 2015 ha interpretato Emily, tramite motion capture, nel videogioco a tema survival horror Until Dawn.

## Filmografia parziale

### Cinema
- Project X - Una festa che spacca (Project X), regia di Nima Nourizadeh (2012)
- Man Up, regia di Justin Chon (2015)
- Teenage Cocktail, regia di John Carchietta (2016)

#### Televisione
- Teen Wolf – serie TV, episodi 3x20-3x21 (2014)
- Shameless – serie TV, 17 episodi (2014-2016)
- Superstore – serie TV, 105 episodi (2015-2021)

### Doppiatrice
- Until Dawn – videogioco (2015)